# まいにちアハハをみいつけた!
「まいにちアハハをみいつけた!」は日本の歌。

## 概要
作詞：高橋茂雄、作曲：小杉保夫、振付：広崎うらん。
NHK Eテレ「みいつけた!」のエンディングテーマとして、2014年7月15日から放送されている。
2015年3月に2代目スイちゃんの野原璃乙が番組を卒業し3代目スイちゃんの川島夕空へ交代すると共に、新バージョンが制作された。なお、2019年度から登場した4代目スイちゃんの増田梨沙のバージョンは、「2020年ニューバージョン」と題して2020年元旦の特別番組で初披露された。

## 収録作品
CD
- 『NHKみいつけた! バケーション』（2015年9月2日発売）※3代目スイちゃんの川島夕空バージョン
- 『NHKみいつけた! チャオ』（2019年2月20日発売）※3代目スイちゃんの川島夕空バージョン
- 『NHKみいつけた! ヤッホー』（2020年10月28日発売）※4代目スイちゃんの増田梨沙バージョン

DVD
- 『みいつけた! アハハグランプリ〜みんなでレッツゴー!〜』（2014年12月10日発売）※2代目スイちゃんの野原璃乙バージョン
- 『みいつけた! ステージでショー』（2016年5月25日発売）※3代目スイちゃんの川島夕空バージョン
- 『みいつけた! うたってフィーバー』（2016年12月14日発売）※3代目スイちゃんの川島夕空バージョン
- 『みいつけた! オフロイヤーがやってきた!』（2018年2月28日発売）※3代目スイちゃんの川島夕空バージョン
- 『みいつけた! ステージでショー　コッシーのうみのイエーィ!』（2018年10月24日発売）※3代目スイちゃんの川島夕空バージョン
- 『みいつけた! いいッスね! スイちゃんねる』（2019年3月20日発売）※3代目スイちゃんの川島夕空バージョン
- 『みいつけた! たいけつ! オフロスキーマッチ』（2021年2月17日発売）※4代目スイちゃんの増田梨沙バージョン
- 『みいつけた! チャレンジ! スイちゃん～めざせ! だいせいこう～』（2024年3月20日発売）※4代目スイちゃんの増田梨沙バージョン

## カバー
- たにぞう（谷口國博）、まおん、こたろう - キングレコード版カバー。2016年発売『すっく&いっくのすくすくキッズソング みんなだいすき! ヒットソング』などに収録。